# Benhur Salimbangon
Benhur L. Salimbangon (* 3. Juni 1945; † 24. Dezember 2020) war ein philippinischer Wirtschaftsmanager und Politiker der Lakas-Demokratikong Kristiyano at Muslim (Lakas–CMD), der National Unity Party (NUP) sowie der Provinzpartei One Cebu (1-CEBU), der ab 2007 Mitglied des Repräsentantenhauses war.

## Leben
Salimbangon absolvierte nach dem Schulbesuch ein Maschinenbaustudium am Cebu Institute of Technology – University (CIT–U), das er 1967 mit einem Bachelor of Science (B.S. Mechanical Engineering) abschloss. Nach verschiedenen beruflichen Tätigkeiten wurde er 1975 Mitarbeiter im öffentlichen Dienst und war anfangs Verwaltungsbeamter sowie zwischen 199 und 1980 Kämmerer der Stadtgemeinde Medellin. Anschließend war er in der Wirtschaft tätig und zunächst zwischen 1980 und 1989 Geschäftsführer der Elektrizitätsunternehmens Cebu Electric Cooperative-II sowie von 1989 bis 1991 Vizepräsident des Düngemittelherstellers Atlas Fertilizer. Seine politische Laufbahn begann er 1992 als Mitglied des Parlaments der Provinz Cebu (Sangguniang Panlalawigan ng Cebu), dem er bis 1998 angehörte. Anschließend kehrte er in die Wirtschaft zurück und war von 1998 bis 2007 Geschäftsführer von MCF Property Ventures.
Bei der Parlamentswahl vom 14. Mai 2007 wurde Salimbangon für die Lakas-Demokratikong Kristiyano at Muslim (Lakas–CMD) erstmals zum Mitglied des Repräsentantenhauses gewählt und vertritt in diesem seither den Wahlkreis Cebu 4th District. Bei der Parlamentswahl vom 10. Mai 2010 wurde er mit 137.324 Stimmen (67,48 Prozent) wiedergewählt und konnte sich damit deutlich gegen den Kandidaten der Liberal Party, Celestino Martinez III, durchsetzen, auf den 66.165 Wählerstimmen (32,52 Prozent) entfielen. Er wurde bei der Parlamentswahl vom 13. Mai 2013 für die National Unity Party (NUP) mit 117.844 Wählerstimmen (55,73 Prozent) wiedergewählt und konnte sich dabei erneut gegen den Liberalen Celestino Martinez III durchsetzen, der diesmal 71.438 Stimmen (33,79 Prozent) bekam. In der derzeitigen, von 2013 bis 2016 dauernden 16. Legislaturperiode ist er Vorsitzender des Parlamentsausschusses für Aquakultur und Fischereiressourcen (House Committee for Aquaculture and Fisheries Resources). Dieser ist zuständig für alle Angelegenheiten, die sich mit unmittelbar und generell mit Aquakultur, Fischereiproduktion und Fischereientwicklung beschäftigt. Daneben befasst sich der Ausschuss mit Aquakulturunternehmen, der Nutzung von Wasserressourcen, der Forschung und technologischen Nutzung von Frischwasser und Fischereikulturen sowie der Bildung und Ausbildung im Bereich Aquakultur und Fischerei. Des Weiteren ist der Ausschuss zuständig für den Schutz von Strömen, Flüssen, Seen und anderen Fischereiressourcen, die Produktion und Entwicklung von Fischteichen und Fischereikulturen einschließlich der darauf bezogenen technischen, finanziellen und Gewährleistungsprogramme.
Da Salimbangon die Höchstgrenze der konsekutiven Wählbarkeit von neun Jahren erreicht hat, durfte er bei den kommenden Parlamentswahlen am 9. Mai 2016 nicht erneut kandidieren, und schied somit aus dem Repräsentantenhaus aus. Er engagierte sich ferner als Präsident des Clubs von Rotary International in Bogo City.